# Jay Beagle
Jay Beagle (* 16. října 1985 Calgary, Alberta) je bývalý kanadský hokejový útočník.

## Hráčská kariéra
S profesionálním hokejem začínal v týmu Calgary Northstars v lize AMHL v sezóně 2001/02, kde odehrál 4 zápasů základní části ve kterých získal 4 body. Následující sezónu 2002/03 zůstal v týmu se kterým postoupil do playoff. Poté postoupil do vyšší kategorie juniorů do ligy AJHL kde hrával dvě sezóny (2003/05) v týmu Calgary Royals kde odehrál 122 zápasů ve kterých nasbíral 107 bodů. Po skončení sezóny opět postoupil do vyšší kategorie do ligy NCAA kde hrával dvě sezóny (2005/07) za Univerzitu of Alaska-Anchorage.
26. března 2007 měl debut v lize ECHL v týmu Idaho Steelheads proti týmu Alaska Aces ve kterém vstřelil třikrát na brankáře. V týmu odehrál 8 zápasů základní části a 18 zápasů v playoff a s týmem pomohl vyhrát Kelly Cup. V týmu nosil číslo 19. 26. března 2008 podepsal smlouvu s týmem Washington Capitals jako volný hráč. Washington Capitals ho poslal hrát na farmu v lize AHL v týmu Hershey Bears se kterým v sezónách 2008/09 a 2009/10 pomohl vybojovat Calderův pohár.
11. února 2009 měl debut v NHL v týmu Washington Capitals proti týmu New York Rangers ve kterém odehrál 7 minut a 41 sekund. Poté odehrál další zápas 15. února proti týmu Florida Panthers a 1. března také proti Floridě Panthers ve kterém dostal dvě trestné minuty. Poté byl přesunut zpět na farmu do Hershey Bears. V semifinále playoff v NHL byl zpátky povolán do Capitals kde odehrál 4 zápasy proti týmu Pittsburgh Penguins. Sezónu 2009/10 začal na farmě v Hershey Bears kde odehrál 17 zápasů poté byl povolán do týmu Capitals kde odehrál 6 zápasů poté byl poslán zpátky na farmu. Na závěr sezóny byl povolán zpět do Capitals kde odehrál jeden zápas poté byl opět poslán na farmu kde odehrál 21 zápasů v playoff a pomohl vybojovat druhý Calder Cup.
15. července 2010 prodloužil smlouvu o dva roky ve kterých si vydělá 512 500 dolarů. Mezi kmenové hráče Capitals se ještě neprosadil a byl často posílán do farmy Hershey Bears, ve kterém odehrál o dva zápasy více. Do nové sezóny 2011/12 si přivodil ve druhém zápase při bitce s Arron Asham zranění, při kterém musel zranění léčit téměř víc než měsíc. Do základní sestavy Caps se vrátil rychle a dokonce si s klubem zahrál playoff. 5. července 2012 opět prodloužil smlouvu s Capitals o další tři roky ve kterých si vydělá 900 000 dolarů.

## Prvenství
- Debut v NHL – 11. února 2009 (New York Rangers proti Washington Capitals)
- První asistence v NHL – 17. listopadu 2009 (New York Rangers proti Washington Capitals)
- První gól v NHL – 23. listopadu 2009 (Ottawa Senators proti Washington Capitals, kanadskému brankáři Brian Elliott)

## Klubové statistiky
| Sezóna       | Klub                           | Soutěž       |     | Základní část | Základní část | Základní část | Základní část | Základní část |   | Play off | Play off | Play off | Play off | Play off |
| Sezóna       | Klub                           | Soutěž       | Z   | G             | A             | B             | TM            | Z             | G | A        | B        | TM       |          |          |
| 2001/2002    | Calgary Northstars             | AMHL         | 4   | 0             | 4             | 4             | 6             | —             | — | —        | —        | —        |          |          |
| 2002/2003    | Calgary Northstars             | AMHL         | 36  | 20            | 24            | 44            | 34            | 13            | 7 | 1        | 8        | —        |          |          |
| 2003/2004    | Calgary Royals                 | AJHL         | 58  | 10            | 27            | 37            | 100           | —             | — | —        | —        | —        |          |          |
| 2004/2005    | Calgary Royals                 | AJHL         | 64  | 28            | 42            | 70            | 114           | —             | — | —        | —        | —        |          |          |
| 2005/2006    | University of Alaska-Anchorage | NCAA         | 31  | 4             | 6             | 10            | 40            | —             | — | —        | —        | —        |          |          |
| 2006/2007    | University of Alaska-Anchorage | NCAA         | 36  | 10            | 10            | 20            | 93            | —             | — | —        | —        | —        |          |          |
| 2006/2007    | Idaho Steelheads               | ECHL         | 8   | 2             | 8             | 10            | 4             | 18            | 1 | 2        | 3        | 22       |          |          |
| 2007/2008    | Hershey Bears                  | AHL          | 64  | 19            | 18            | 37            | 41            | 5             | 0 | 1        | 1        | 2        |          |          |
| 2008/2009    | Hershey Bears                  | AHL          | 47  | 4             | 5             | 9             | 37            | 18            | 1 | 3        | 4        | 16       |          |          |
| 2008/2009    | Washington Capitals            | NHL          | 3   | 0             | 0             | 0             | 2             | 4             | 0 | 0        | 0        | 0        |          |          |
| 2009/2010    | Hershey Bears                  | AHL          | 66  | 16            | 19            | 35            | 25            | 21            | 2 | 7        | 9        | 0        |          |          |
| 2009/2010    | Washington Capitals            | NHL          | 7   | 1             | 1             | 2             | 2             | —             | — | —        | —        | —        |          |          |
| 2010/2011    | Hershey Bears                  | AHL          | 33  | 8             | 6             | 14            | 26            | —             | — | —        | —        | —        |          |          |
| 2010/2011    | Washington Capitals            | NHL          | 31  | 2             | 1             | 3             | 8             | —             | — | —        | —        | —        |          |          |
| 2011/2012    | Washington Capitals            | NHL          | 41  | 4             | 1             | 5             | 23            | 12            | 1 | 1        | 2        | 4        |          |          |
| 2012/2013    | Washington Capitals            | NHL          | 48  | 2             | 6             | 8             | 14            | 7             | 1 | 0        | 1        | 4        |          |          |
| 2013/2014    | Washington Capitals            | NHL          | 62  | 4             | 5             | 9             | 28            | —             | — | —        | —        | —        |          |          |
| 2014/2015    | Washington Capitals            | NHL          | 62  | 10            | 10            | 20            | 20            | 14            | 1 | 4        | 5        | 4        |          |          |
| 2015/2016    | Washington Capitals            | NHL          | 57  | 8             | 9             | 17            | 24            | 12            | 3 | 0        | 3        | 2        |          |          |
| 2016/2017    | Washington Capitals            | NHL          | 81  | 13            | 17            | 30            | 22            | 13            | 0 | 0        | 0        | 4        |          |          |
| 2017/2018    | Washington Capitals            | NHL          | 79  | 7             | 15            | 22            | 16            | 23            | 2 | 6        | 8        | 8        |          |          |
| 2018/2019    | Vancouver Canucks              | NHL          | 57  | 3             | 10            | 13            | 18            | —             | — | —        | —        | —        |          |          |
| 2019/2020    | Vancouver Canucks              | NHL          | 55  | 2             | 6             | 8             | 38            | 17            | 1 | 1        | 2        | 10       |          |          |
| 2020/2021    | Vancouver Canucks              | NHL          | 30  | 1             | 4             | 5             | 8             | —             | — | —        | —        | —        |          |          |
| 2021/2022    | Arizona Coyotes                | NHL          | 33  | 1             | 1             | 2             | 27            | —             | — | —        | —        | —        |          |          |
| Celkem v NHL | Celkem v NHL                   | Celkem v NHL | 646 | 58            | 86            | 144           | 250           | 102           | 9 | 12       | 21       | 36       |          |          |